# Longitarsus rubiginosus
Longitarsus rubiginosus is een keversoort uit de familie bladkevers (Chrysomelidae). De wetenschappelijke naam van de soort werd in 1860 gepubliceerd door Foudras.